# 深耳介動脈
深耳介動脈（しんじかいどうみゃく）は、頭頸部の動脈で、顎動脈の枝の一つ。しばしば前鼓室動脈と共通管となる。
顎関節後方の耳下腺内を上昇し、外耳道の軟骨もしくは骨壁を越え、外耳道表面および鼓膜外側に栄養を供給する。顎関節への枝も持つ。

この項目の一部は、現在パブリックドメインとなっているグレイ解剖学からのものです。